# La Puebla de Híjar
La Puebla de Híjar là một đô thị trong tỉnh Teruel, Aragon, Tây Ban Nha. Dân số 1.046 người, diện tích 61 km² và mật độ 17,14. Đô thị này nằm ở độ cao 254 m trên mực nước biển và cách tỉnh lỵ Teruel 163 km.